# 項思教
項思教（1528年—1585年），字敬敷，號立菴，浙江台州府臨海縣人，民籍，明朝政治人物。

## 生平
嘉靖三十七年（1558年）戊午科浙江鄉試第二十七名舉人。嘉靖四十一年（1562年）中式壬戌科會試第四十八名，二甲第三十八名進士。出使南京。四十二年授刑部湖廣司主事，四十三年调任工部屯田司，督修因雷击失火被毁的故宫三大殿，事成，朝廷赐金币。未幾，居父憂。
隆庆元年（1567年）復除刑部貴州司主事，二年以建儲恩贈父母诰命。三年升任刑部署员外郎，次年升署廣西司郎中，五年升湖广永州府知府，以母丧归里守制，服丧期满，萬曆二年（1574年）起官陕西漢中府知府，萬曆七年（1579年）三月升湖广按察司副使，九年十月升广西右参政，以平府江辰沅功，復有金币之賜。十年正月调补湖广右参政，十二年三月升广西按察使。勤政爱民，积劳成疾，次年卒于任上，享年五十八岁。

## 家族
曾祖項文達；祖父項匡，弘治壬戌進士，南京太常寺博士，生三子：項鰲，正德癸卯舉人；項熙，正德辛巳進士；第三子項廉。父項廉，母戴氏。具庆下。兄思明、思聪、思敏。弟思政、思韶、思牧。朱淑人生四子：項復曾，邑庠生，娶廣東少參王洙孫女；項復弘，隆庆戊辰進士，授官河间府推官，娶建寧府同知應鑣女；項復良，郡庠生，娶工部郎中金克厚孫女；項復泰，郡庠生，娶保定府同知吴翰女。侧室张氏生項復彝，邑庠生，聘松潘參將劉用光女。孫項齊臯、項齊夔、項齊衡、項齊周。